# Bank of Baroda
Bank of Baroda est une banque dont le siège social est situé à Vadodara en Inde.

## Histoire
Elle a été créée en 1908. Elle a été nationalisée en 1969. En 2012, elle détenait 3 992 agences.
En septembre 2018, le gouvernement indienne annonce la fusion de Bank of Baroda avec Vijaya Bank et Dena Bank, également deux banques publiques, fusion qui prend effet en avril 2019, créant le troisième pôle bancaire public du pays. Ce nouvel ensemble compte 9 500 agences, 13 400 distributeurs automatiques et 85 000 employés. À la suite de cette fusion, la fermeture de 800 à 900 agences redondantes est annoncée.